# Base Aérea Militar Morón
La Base Aérea Militar Morón (BAM Morón o BAM MOR) es un aeródromo militar de la Fuerza Aérea Argentina con asiento en Morón y con dependencia del Comando de Adiestramiento y Alistamiento de la Fuerza Aérea.
En Morón se hallan también el Aeropuerto de Morón, el INAC-CIATA, el Museo Nacional de Aeronáutica y el Parque Industrial Tecnológico Aeronáutico Morón (PITAM).

## Historia
La Base Aérea Militar Morón fue creada el 1 de julio de 2009 por Decreto 825/09 del 1 de julio de 2009.
Desde 2001 funcionaba en el predio (ex VII Brigada Aérea) el Museo Nacional de Aeronáutica "Brig. Edmundo Civati Bernasconi", con patrimonio histórico de la aviación argentina.
En 2023 la BAM recibió como dotación a un avión Beechcraft TC-12B Huron y simultáneamente a la Escuadrilla Histórica de Beechcraft B-45 Mentor (tres unidades). Es posible el cambio de jerarquía de la BAM a brigada aérea, constituyéndose la misma en la VIII Brigada Aérea.

## Material de vuelo
La BAM Morón tiene provisto el siguiente material de vuelo:
- Piper PA-24-220T Seneca
- Piper/Chincul PA-28RT-201 Arrow
- Piper PA-28-236 Dakota
- Cessna 182
- TC-12 Huron (1)[6]
- Beechcraft B-45 Mentor (3)